# Тейер, Александр Уилок
Александр Уилок Тейер (англ. Alexander Wheelock Thayer; 22 октября 1817, Саут-Нейтик, штат Массачусетс — 15 июля 1897, Триест) — музыковед, американский библиотекарь
 и журналист, автор основательной биографии Людвига ван Бетховена.

## Биография
В 1943 году окончил Гарвардский университет. Работал в библиотеке школы права Гарвардского университета. Увлечённый творчеством Бетховена, Тейер был крайне неудовлетворён вышедшей в 1840 г. первой подробной биографией Бетховена, написанной Антоном Шиндлером, и в 1849 г. отправился в Европу, чтобы изучить немецкий язык и самому установить истину. После полутора лет странствий, во время которых он исполнял обязанности европейского корреспондента Boston Courrier, Тейер вернулся в США, но в 1854 г. снова отбыл в Европу. В 1862 г. он был принят на дипломатическую службу в составе американского представительства в Вене, а в 1865—1882 гг. исполнял обязанности консула США в Триесте, был консулом президента А. Линкольна в Италии, посвящая всё свободное время изучению жизни Бетховена.
Тейер выступил с первой публикацией о Бетховене в 1858 г., напечатав статью «Бетховен: его детство и юность» (англ. Beethoven: his childhood and youth) в журнале The Atlantic Monthly; там же в 1860 г. появилась его пространная рецензия на книгу о Бетховене Адольфа Бернхарда Маркса, отмечавшая её неполноту и неточность. В 1865 г. Тейер опубликовал в Берлине «Хронологический перечень произведений Людвига ван Бетховена» (нем. Chronologisches Verzeichnis der Werke Ludwig van Beethoven’s), а в 1866 г. начал выпускать собственно биографию — «Жизнь Бетховена» (нем. Ludwig van Beethovens Leben); книга выходила на немецком языке в переводе музыковеда Германа Дайтерса. При жизни Тейера вышли первые три тома, доведённые до 1816 года. После смерти Тейера Дайтерс работал над завершением его труда по оставленным им материалам, а закончил эту работу Хуго Риман, выпустивший в 1907 и 1908 гг. (к этому времени умер и Дайтерс) четвёртый и пятый тома, охватывающие последнее десятилетие жизни Бетховена. Английское издание появилось в 1921 г. и было подготовлено Генри Кребилем с использованием как оригинальной англоязычной рукописи, так и немецкого издания. В 2006 г. вышла заново отредактированная версия.
Кроме собственно бетховенских штудий Тейеру принадлежит и серия статей о жизни и творчестве Антонио Сальери, собранных в единую книгу в 1989 г. и выпущенных в США под названием «Сальери, соперник Моцарта» (англ. Salieri: rival of Mozart).